# Vermes, Jura
Vermes este comunitate politică cu 330 loc. din cantonul Jura, Elveția.